# 존 토마스 (장군)
존 토머스 (John Thomas, 1724년 – 1776년 6월 2일)는 매사추세츠주 출신의 미국인 의사이자 군인으로, 대륙육군의 소장이 되었다. 그는 보스턴 포위전 동안 지도자였다. 토머스는 대륙육군의 실패한 침공 이후 잠시 캐나다에서 철수하는 것을 지휘했다. 그는 후퇴 중에 천연두로 사망했다.

## 초기 생애
토머스는 마시필드, 매사추세츠만주에서 태어났다. 젊은 시절 그는 메드퍼드에서 터프스 박사와 함께 의학을 공부했으며, 이후 킹스턴에서 자신의 진료를 시작했다. 그는 한나 토머스와 결혼하여 두 아들과 딸을 두었다.

## 식민지 전쟁
조지 왕의 전쟁 중이던 1746년, 그는 노바스코샤주의 아나폴리스 로열로 향하는 연대의 외과 의사로 임명되었다. 군 복무를 좋아했던 그는 1747년에 외과 의사 직위를 소위 직위로 교환했다. 1755년에는 윌리엄 셜리 장군의 연대에서 외과 의사로 복무했다.
프렌치 인디언 전쟁이 일어날 무렵, 그는 민병대 또는 주 병력 계급에서 대령으로 진급했다. 그는 1759년에 다시 노바스코샤에서 복무했다. 1760년, 제프리 애머스트 장군은 그를 몬트리올 공격 및 점령 시 사단장으로 임명했다. 전쟁 후 그는 킹스턴으로 돌아와 개업했다. 그는 한나 토머스와 결혼하여 딸 한 명과 아들 두 명을 두었다.

## 미국 독립 전쟁
공개 전쟁이 발발하기 전, 토머스는 플리머스군에서 자원병 연대(제2 매사추세츠 연대)를 모집하여 대령으로 복무했다. 1775년 2월, 주 의회는 그를 준장으로 임명했다. 그는 병력을 이끌고 보스턴 포위전에 참여했으며, 6월에는 대륙회의가 그를 대륙육군의 준장으로 임명했다.
토머스는 4명의 소장이 임명되었음에도 자신의 이름이 목록에 없자 실망하여 잠시 사임했다. 의회는 당시 각 주에서 한 명 이상의 소장을 임명하지 않으려 했고, 알테마즈 워드가 우선권을 받았다. 조지 워싱턴과 찰스 리가 모두 그에게 남아달라고 간청하자 그는 복무로 돌아왔다. 의회는 그에게 군대 내 모든 다른 준장들보다 우선권을 부여하기로 결정했다.
1776년 3월 4일 밤, 그는 헨리 녹스가 타이컨더로가 요새에서 가져온 대포를 사용하여 보스턴 남항을 내려다보는 도체스터 고지를 요새화하기 위해 그의 사단을 이끌었다. 그 위치에서 그는 영국 함대를 위협했고, 영국군은 3월 17일에 보스턴을 비우고 철수할 수밖에 없었다. 토머스는 마침내 소장으로 임명되었다.
리처드 몽고메리 장군이 전사한 후, 토머스는 캐나다 지휘를 맡고 캐나다 침공을 담당하게 되었다. 그는 5월 1일 퀘벡을 포위한 군대에 합류했지만, 재앙을 발견했다. 이곳의 병력은 1,000명 미만이었다. 성벽 외에도 도시에는 그보다 더 많은 방어병이 있었다. 그의 병력 중 300명 이상은 이미 입대 기간이 만료되어 제대를 기다리고 있었고, 군대 전체에 천연두가 만연하고 있었다.
그는 즉시 병든 병사들을 트루아리비에르로 보냈고 나머지는 철수를 시작했다. 토머스는 1776년 6월 2일, 리슐리외강을 거슬러 샹블리 근처에서 철수하던 중 천연두로 사망했다. 6월 18일까지 대륙육군은 캐나다를 포기했다.

## 유산
- 토머스턴 (메인주)의 이름 기원[3]